# Vesa Salo
Vesa Salo, född 17 april 1965 i Raumo, är en tidigare ishockeyback från Finland. Han spelade för flera olika toppklubbar i olika länder mellan 1982 och 2002. Han ingick i Finland silverlag vid juniorvärldsmästerskapet 1984 i Sverige. samt utsågs till bästa back vid juniorvärldsmästerskapet 1985 i Finland.

### Fotnoter
1. ↑  ”Team Finland at World Junior Championships in 1984” (på engelska). Quanthockey. http://www.quanthockey.com/wjc-u20/en/teams/team-finland-players-1984-wjc-u20-stats.html. Läst 8 januari 2016.
2. ↑  ”Bästa spelarna i junior-VM”. Svenska Ishockeyförbundet. http://info.swehockey.se/Mediaguider/2019%20IIHF%20World%20Junior%20Championship/ast_and_bp_1977-2018.pdf. Läst 27 mars 2020.[död länk]
3. ↑  ”1985 IIHF World Junior Championship Tournament Summary” (på engelska). Hockey Canada. https://www.hockeycanada.ca/en-ca/team-canada/men/junior/1985/home. Läst 27 mars 2020.